# Gustavo Yacamán
Gustavo Yacamán, né le 25 février 1991 à Cali en Colombie, est un pilote automobile colombien qui participe au championnat WeatherTech United SportsCar Championship pour AFS/PR1 Mathiasen Motorsports.

## Palmarès

### 24 Heures du Mans
| Année | Écurie         | Copilotes                    | Voiture             | Classe | Tours | Pos. | Class Pos. |
| ----- | -------------- | ---------------------------- | ------------------- | ------ | ----- | ---- | ---------- |
| 2015  | G-Drive Racing | Ricardo González Pipo Derani | Ligier JS P2-Nissan | LMP2   | 354   | 12e  | 4e         |

### Championnat du monde d'endurance
| Année | Écurie         | Classe | Voiture      | Moteur                      | 1     | 2     | 3     | 4     | 5     | 6     | 7       | 8     | Position | Points |
| ----- | -------------- | ------ | ------------ | --------------------------- | ----- | ----- | ----- | ----- | ----- | ----- | ------- | ----- | -------- | ------ |
| 2014  | OAK Racing     | LMP2   | Morgan LMP2  | Nissan VK45DE 4,5 l V8 Atmo | SIL   | SPA   | LMS   | COA   | FUJ 3 | SHA   | BHR     | SAO   |          |        |
| 2015  | G-Drive Racing | LMP2   | Ligier JS P2 | Nissan VK45DE 4,5 l V8 Atmo | SIL 2 | SPA 1 | LMS 3 | NÜR 3 | COA 3 | FUJ 3 | SHA Ret | BHR 3 | 3e       | 134    |

### European Le Mans Series
| Année | Ecurie             | Châssis     | Moteur                      | Classe | 1     | 2   | 3     | 4     | 5     | 6     | Position | Points |
| ----- | ------------------ | ----------- | --------------------------- | ------ | ----- | --- | ----- | ----- | ----- | ----- | -------- | ------ |
| 2014  | Larbre Compétition | Morgan LMP2 | Nissan VK45DE 4,5 l V8 Atmo | LMP2   | SIL 9 | MON | RBR   | LEC   | POR   |       |          |        |
| 2017  | Graff              | Oreca 07    | Gibson GK428 4,2 l V8 Atmo  | LMP2   | SIL   | MON | RBR 4 | LEC 6 | SPA 1 | POR 1 | 5e       | 70     |

### United SportsCar Championship
| Année | Ecurie                        | Châssis        | Moteur                      | Classe | 1      | 2      | 3      | 4     | 5     | 6     | 7     | 8      | 9      | 10     | 11     | Position | Points |
| ----- | ----------------------------- | -------------- | --------------------------- | ------ | ------ | ------ | ------ | ----- | ----- | ----- | ----- | ------ | ------ | ------ | ------ | -------- | ------ |
| 2014  | OAK Racing                    | Morgan LMP2    | Nissan VK45DE 4,5 l V8 Atmo | P      | DAY 6  | SBR 4  | LBH 4  | LGA 8 | BEL 3 | WGI 2 | MOS 1 | IMS 8  | ELK 11 |        |        | 5e       | 287    |
| 2014  | OAK Racing                    | Ligier JS P2   | Nissan VK45DE 4,5 l V8 Atmo | P      |        |        |        |       |       |       |       |        |        | COTA 2 | ATL 9† |          |        |
| 2016  | Starworks Motorsport          | Oreca FLM09    | Chevrolet LS3 6,2 l V8 Atmo | PC     | DAY    | SEB    | LBH    | LGA   | BEL   | WGL   | MOS   | ELK 4  | AUS 5  | ATL    |        | 21e      | 56     |
| 2017  | BAR1 Motorsports              | Oreca FLM09    | Chevrolet LS3 6,2 l V8 Atmo | PC     | DAY 3  | SEB 3  | LBH    | AUS   | BEL   | WGL 3 | MOS   | ELK 2  | LGA    | ATL    |        | 5e       | 121    |
| 2018  | AFS/PR1 Mathiasen Motorsports | Ligier JS P217 | Gibson GK428 4,2 l V8 Atmo  | P      | DAY 12 | SEB 11 | LBH 11 | MOH 6 | BEL 8 | WGL 9 | MOS 9 | ELK 13 |        |        |        | 12e      | 211    |
| 2018  | AFS/PR1 Mathiasen Motorsports | Oreca 07       | Gibson GK428 4,2 l V8 Atmo  | P      |        |        |        |       |       |       |       |        | LGA 8  | ATL 12 |        | 12e      | 211    |

Notes
- Les pilotes désignés par † n'ont pas effectué suffisamment de tours pour marquer des points.

### Asian Le Mans Series
| Année     | Ecurie         | Châssis     | Moteur                      | Classe | 1   | 2   | 3     | 4   | Position | Points |
| --------- | -------------- | ----------- | --------------------------- | ------ | --- | --- | ----- | --- | -------- | ------ |
| 2017-2018 | ARC Bratislava | Ligier JSP2 | Nissan VK45DE 4,5 l V8 Atmo | LMP2   | ZHU | FUJ | THA 4 | SEP |          |        |